# Nilo Peçanha (Bahia)
Nilo Peçanha est une municipalité brésilienne de l'État de Bahia.
Sa population était estimée à 12 631 habitants en 2011 et elle s'étend sur 385,381 km2.
Elle appartient à la microrégion de Valença dans la mésorégion du Sud de Bahia.

## Maires
| Période | Période | Identité                            | Étiquette | Qualité |
| ------- | ------- | ----------------------------------- | --------- | ------- |
| 2009    | 2012    | Maria das Graças Soares de Oliveira | PMDB      |         |

1. ↑  IBGE